# 弗洛倫斯 (堪薩斯州)
弗洛倫斯（英語：Florence）是一個位於美國堪薩斯州馬里昂縣的城市。

## 地方資料
根據2020年美國人口普查的數據，弗洛倫斯的面積為1.99平方千米，當中陸地面積為1.99平方千米，而水域面積為0.00平方千米。當地共有人口394人，而人口密度為每平方千米197.99人。